# Magatzem de Magí Figueres i Galofré
El Magatzem de Magí Figueres i Galofré o Cal Figueras de Manlleu és un edifici del municipi de Vilafranca del Penedès (Alt Penedès) protegit com a bé cultural d'interès local.. Està situat en la zona d'eixample format als costats de la carretera de Sant Martí Sarroca, inaugurada el 1881.

## Descripció
És un magatzem entre mitgeres de tres crugies. Té planta baixa i terrat a la part superior. És de composició simètrica (repeteix tres vegades el mòdul). Les seves característiques formals l'insereixen en la tipologia de l'estil modernista, que juntament amb l'eclecticisme constitueix el llenguatge predominant en aquest interessant recorregut.

## Història
Aquests magatzems de Magí Figueres i Galofré daten de l'any 1904. Van ser projectats per l'arquitecte Santiago Güell i presentats el 10 de març a l'Ajuntament, que els va aprovar el primer de juny. Constitueix la primera obra d'aquest arquitecte amb característiques modernistes.